# Yamforina Cove
Die Yamforina Cove (englisch; bulgarisch залив Ямфорина saliw Jamforina) ist eine 4,55 km breite und 3 km lange Bucht an der Oskar-II.-Küste des Grahamlands auf der Antarktischen Halbinsel. Am Ostufer der Blagoewgrad-Halbinsel liegt sie zwischen dem Daskot Point im Norden und dem Kesten Point im Süden. Sie entstand infolge des Aufbrechens des Larsen-Schelfeises im Jahr 2002.
Kartiert wurde sie 2012. Die bulgarische Kommission für Antarktische Geographische Namen benannte sie im selben Jahr nach der antiken thrakischen Stadt Jamforina im Südwesten Bulgariens.